# Jeronimas Plečkaitis
Jeronimas Plečkaitis (ur. 10 grudnia 1887 w Kieturwłokach, zm. 29 października 1963 w Pilwiszkach) – litewski nauczyciel i polityk, poseł na Sejm (1920–1927). 

## Życiorys
Zaangażowany w działalność rewolucyjną w 1905 wstąpił do Litewskiej Partii Socjaldemokratycznej (LSDP). Rok później organizował strajki robotników na Litwie. W latach 1910–1914 służył w armii rosyjskiej. Po odsłużeniu wojska ukończył w 1916 kurs nauczycielski, by podjąć pracę jako nauczyciel w szkole podstawowej w Wyłkowyszkach, a później jako inspektor pracy (1919). 
W latach 1919–1920 organizował strajk wymierzony w lokalnych ziemian. Zagrożony aresztowaniem, schronił się w Niemczech. W 1920 powrócił na Litwę, by wejść w skład Sejmu Ustawodawczego (1920–1922). Z list LSDP wybierany był jako parlamentarzysta w kolejnych wyborach: w 1922, 1923 i 1926. 
Od 1923 do 1926 był szefem KC LSDP, jako jej przewodniczący wziął udział w zjeździe socjalistów bałtyckich w Rydze 19 czerwca 1926. Po przejęciu władzy na Litwie przez tautininków w grudniu 1926 organizował antyrządowe powstanie w Taurogach i Olicie. Po jego niepowodzeniu wyjechał do Niemiec, później osiadł w Wilnie i Grodnie. Od 1927 do 1928 wydawał lewicowe czasopismo „Pirmyn”. 
Po wkroczeniu Litwinów do Wilna w 1939 aresztowany na wiosnę 1940 za udział w powstaniu olickim. W latach 1941–1944 pracował w administracji samorządu wileńskiego. Po ponownym zajęciu tzw. Litwy Wschodniej przez wojska sowieckie zesłany na Syberię, z której powrócił w 1956.